# Rise of the Ronin
Rise of the Ronin — компьютерная ролевая игра с открытым миром, разработанная Team Ninja в сотрудничестве с PlayStation Studios XDev и изданная Sony Interactive Entertainment 22 марта 2024 года.

## Игровой процесс
Как и в предыдущих проектах Team Ninja — Wo Long: Fallen Dynasty и Nioh 2 — в Rise of the Rōnin будет возможность создать собственного персонажа. Герой может использовать широкий спектр оружия, распространенного во время войны Босин, такого как катаны и различные виды огнестрела. Также будет предусмотрен нелинейный сюжет: в ключевые моменты игрок может встать на сторону различных неигровых персонажей или сражаться против них, влияя на дальнейшие повествование.

## Сюжет
Действие игры происходит в конце XIX века во время Бакумацу, последних лет периода Эдо. События развиваются на фоне войны Босин между сёгунатом Токугава и противостоящими ему фракциями, недовольными возросшим западным влиянием начавшимся после периода Сакоку.

## Разработка
Анонс Rise of the Rōnin состоялся 13 сентября 2022 года во время трансляции State of Play. Разработка игры началась в 2015 году при содействии XDev — подразделения PlayStation Studios. По словам президента Team Ninja Фумихико Ясуды, они хотели создать игру, демонстрирующую Японию в один из её самых мрачных периодов, ссылаясь на Бакумацу как на эпоху, которую «избегают» в видеоиграх. По словам разработчиков сеттинг Rise of the Rōnin отлично подошёл к их фирменному стилю — игр посвящённым ниндзя и самураям, таких как Ninja Gaiden и Nioh. Rise of the Rōnin — самый амбициозный проект Team Ninja. Издатель игры рассчитывает, что её продажи превысят пять миллионов копий. В декабре 2023 года стало известно, что игра выйдет в марте 2024 года на PlayStation 5.
В начале 2025 года стало известно о планах выпуска PC-версии проекта. В числе технических инноваций заявлены поддержка разрешения 8K и 120 fps, а также трассировки лучей и 3D-звука. 11 марта 2025 года состоялся релизы игры на платформу Windows (PC).

## Отзывы
| Русскоязычные издания | Русскоязычные издания |
| Издание               | Оценка                |
| --------------------- | --------------------- |
| StopGame.ru           | Проходняк             |

По данным сайта-агрегатора рецензий Metacritic, средняя оценка Rise of the Rōnin составляет 76 баллов из 100, что приравнивается к «целом положительному» статусу.
В 2025 году Rise of the Ronin стала лауреатом премии Famitsu Dengeki Game Awards в категории «Лучшая игра в жанре экшн-приключение».